# Rakšice

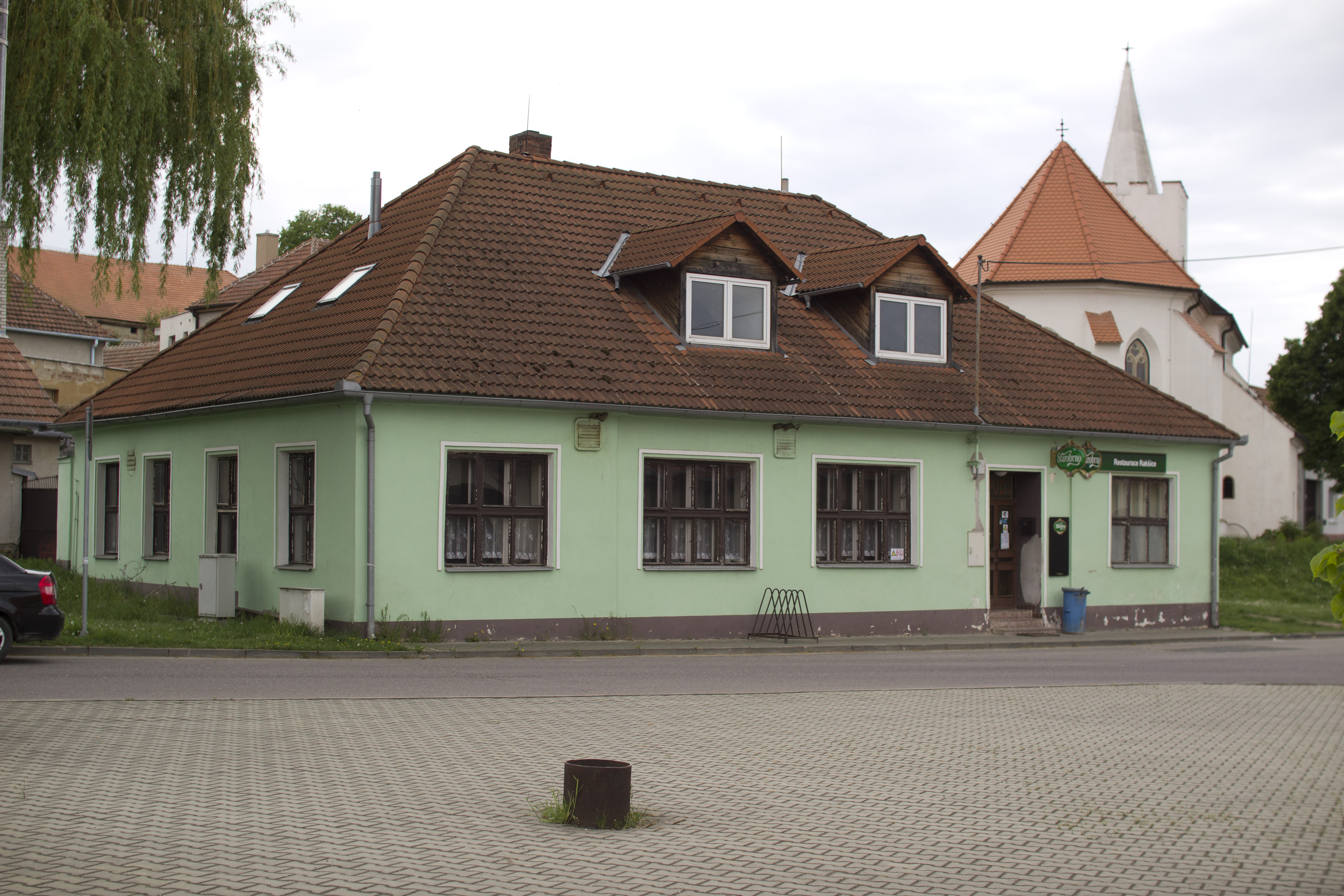
Ortskern

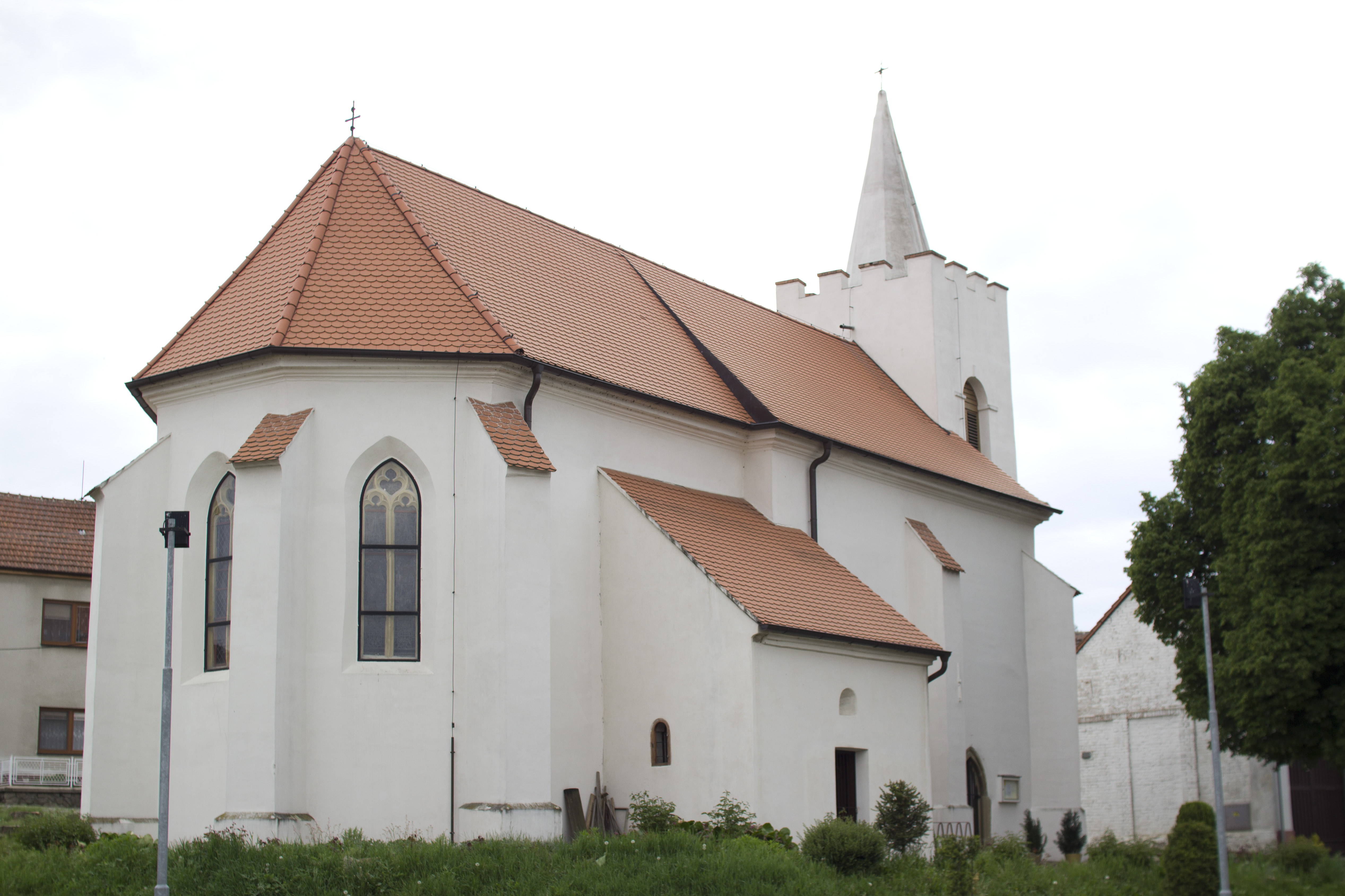
Kirche des hl. Laurentius

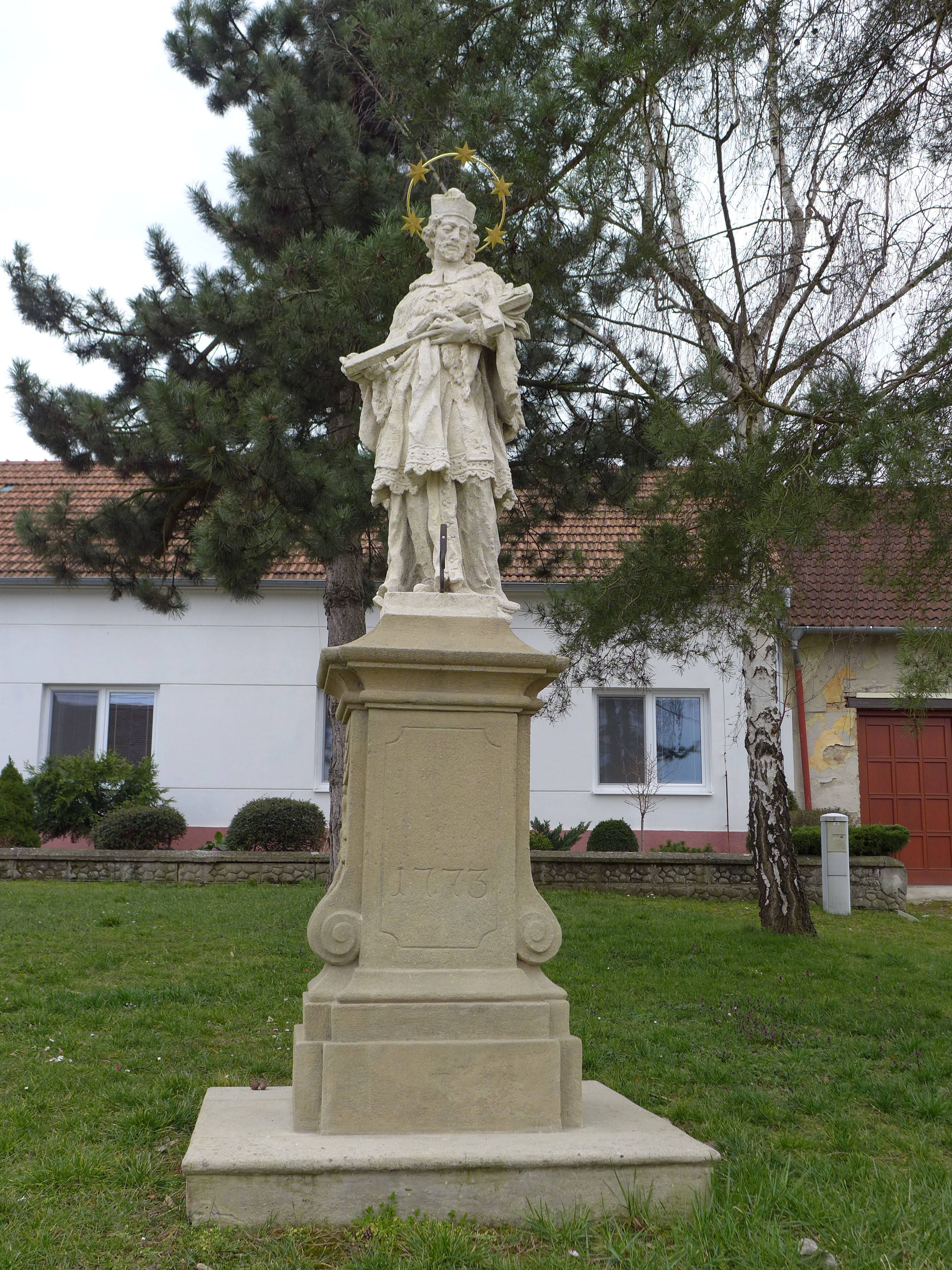
Statue des hl. Johannes von Nepomuk

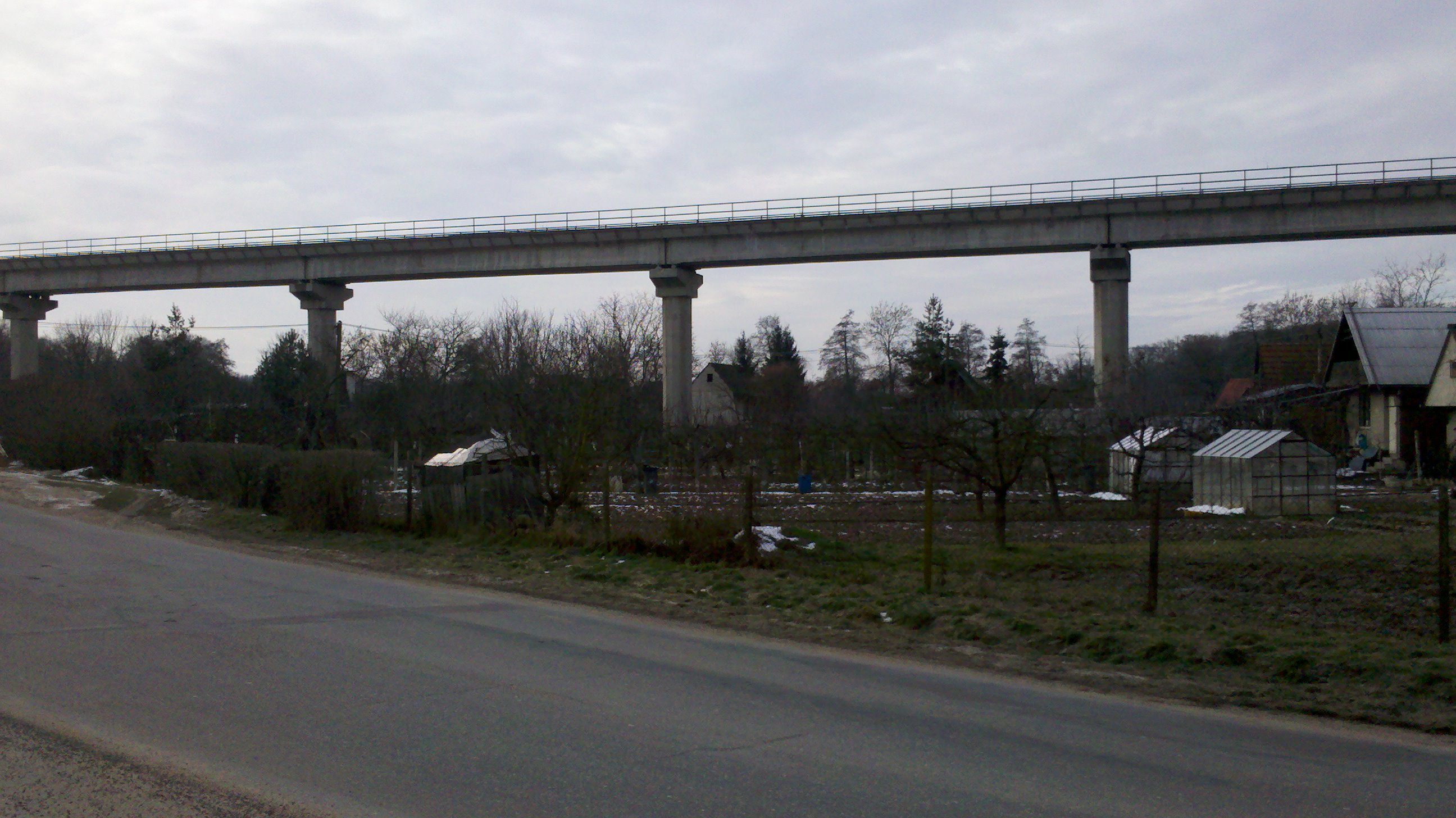
Viadukt der Anschlussbahn zum KKW Dukovany

Rakšice (deutsch Rakschitz) ist ein Ortsteil der Stadt Moravský Krumlov in Tschechien. Er liegt zwei Kilometer südlich des Stadtzentrums von Moravský Krumlov und gehört zum Okres Znojmo.

## Geographie
Rakšice befindet sich rechtsseitig der Rokytná – gegenüber der Einmündung des Baches Dobřínský potok – am Fuße der Bobravská vrchovina (Bobrawa-Bergland) in der Boskowitzer Furche (Boskovická brázda). Südwestlich des Dorfes liegt der Teich Týnský rybník. Gegen Osten erstreckt sich der Krumlovský les (Kromauer Wald). Nordöstlich erheben sich der Holý kopec (376 m n.m.) und der U Stavení (415 m.n.m.), im Osten die Červená hora (Roter Berg, 391 m.n.m.), südöstlich der Červený vrch (348 m.n.m.) und der Leskoun (Miskogel, 371 m.n.m.), im Süden der Kopec U Nivky (327 m n.m.), südwestlich der Topánovský kopec (269 m n.m.) und der Perk (294 m n.m.). Östlich des Dorfes verläuft die Bahnstrecke Wien–Brno; der Bahnhof Rakšice liegt dreieinhalb Kilometer südöstlich von Rakšice im Wald am Leskoun, dort zweigt auch eine Anschlussbahn zum Kernkraftwerk Dukovany ab, die das Rokytnátal südlich von Rakšice auf einem Betonviadukt überquert.
Nachbarorte sind Durdice im Norden, Stavení, Hubertus, Nové Bránice, Dolní Kounice und Trboušany im Nordosten, Jezeřany-Maršovice im Osten, Vedrovice, Leskoun, Olbramovice und Bohutice im Südosten, Miroslavské Knínice und Lesonice im Süden, Petrovice, Dobelice und Rybníky im Südwesten, Tulešice im Westen sowie Moravský Krumlov-sídliště im Nordwesten.

## Geschichte
Die erste urkundliche Erwähnung von Rakšice erfolgte im Jahre 1234, als Markgraf Přemysl das Dorf dem Prager Kreuzherrenspital des hl. Franziskus schenkte. Die Kreuzherren unterstellten das Gut bald ihrer Kommende Pöltenberg. Im 14. Jahrhundert wurde das Gut der Herrschaft Krumlov zugeschlagen; auf welchem Wege es dorthin gelangte, ist nicht bekannt. Beim Verkauf der Herrschaft Krumlov durch Heinrich III. von Leipa an die Herren von Krawarn im Jahre 1368 sind das Dorf Rakšice einschließlich eines Hofes unter dem Zubehör aufgeführt. Das Kreuzherrenwappen am Hostienkasten der Kirche deutet darauf hin, dass die Kreuzherren das Kirchenpatronat noch über längere Zeit ausübten.
Seit dem 14. Jahrhundert bestand zudem ein Frei- oder Lehnhof in Rakšice, auf dem seit 1388 Maršík von Rataj seinen Sitz hatte. Zwischen 1424 und 1438 gehörte der Hof Maršíks Sohn Markvart von Rakšice, einem glühenden Anhänger der Hussiten.
Nach dem Aussterben der Herren von Krawarn fiel die Herrschaft 1434 wieder den Herren von Leipa zu. Nach der Schlacht am Weißen Berg wurden 1621 sämtliche Güter des Berthold Bohuslaw (Bohubud) von Leipa, der ein Anführer der mährischen Stände war, konfisziert. 1625 erwarb Gundaker von Liechtenstein die Herrschaft Krumlov, die danach fast 300 Jahre im Besitz des Hauses Liechtenstein verblieb. Ferdinand Johann von Liechtenstein überließ 1661 den Hof Rakšice dem Krumlover Paulinerkloster. 1677 gründeten die Pauliner auf dem Hof eine Brauerei. Nach der Aufhebung des Klosters im Zuge der Josephinischen Reformen wurde der Hof verkauft. Im 19. Jahrhundert entstand nördlich von Rakšice die Siedlung Durdice.
Im Jahre 1835 bestand das im Znaimer Kreis gelegene Dorf Rakschitz bzw. Rakšice aus 122 Häusern, in denen 644 Personen lebten. Im Ort gab es die der Krummauer Pfarrei unterstehende Tochterkirche St. Laurenzi sowie eine Schule. Bis zur Mitte des 19. Jahrhunderts blieb Rakschitz der Fideikommiss-Primogeniturherrschaft Mährisch-Krummau untertänig.
Nach der Aufhebung der Patrimonialherrschaften bildete Rakšice / Rakschitz ab 1851 einen Ortsteil der Stadt Mährisch Kromau im Gerichtsbezirk Mährisch Kromau. Ab 1869 gehörte das Dorf zum Bezirk Mährisch Kromau. Im selben Jahr löste sich Rakšice von Mährisch Kromau los und bildete eine eigene Gemeinde; zu dieser Zeit hatte das Dorf 713 Einwohner und bestand aus 131 Häusern. Südwestlich des Dorfes wurde an einem Flözausbiss an der Uferböschung der Rokytná gegenüber der Teichmühle Kohlengräberei betrieben. Im Jahre 1900 lebten in Rakšice 998 Personen; 1910 waren es 1113. Nach der Gründung der Tschechoslowakei wurde das tschechischsprachige Dorf 1919 im Rahmen der Tschechisierung von Mährisch Kromau wieder in die Stadt eingemeindet. Beim Zensus von 1921 lebten in den 224 Häusern des Dorfes 1151 Personen, darunter 1117 Tschechen und 15 Deutsche. Im Jahre 1930 bestand Rakšice aus 257 Häusern und hatte 1172 Einwohner. Nach dem Münchner Abkommen wurde das Dorf 1938 dem Großdeutschen Reich zugeschlagen und gehörte bis 1945 zum Kreis Znaim. Nach dem Kriegsende   kam Rakšice zur Tschechoslowakei zurück, es erfolgte die Wiederherstellung der alten Bezirksstrukturen. Im Jahre 1950 hatte Rakšice 1089 Einwohner. Im Zuge der Gebietsreform und der Aufhebung des Okres Moravský Krumlov wurde das Dorf am 1. Juli 1960 dem Okres Znojmo zugewiesen. Beim Zensus von 2001 lebten in den 290 Häusern von Rakšice 785 Personen.

## Ortsgliederung
Der Ortsteil Rakšice besteht aus den Grundsiedlungseinheiten Durdice (Durditz), Padělky k lesu, Polesí Leskoun und Rakšice.
Rakšice gehört zum Katastralbezirk Moravský Krumlov.

## Sehenswürdigkeiten
- Gotische Kirche des hl. Laurentius auf einem erhöhten Platz am Dorfanger. In der Literatur ist die Zeit um 1500 als Bauzeit angegeben, auf Grund der architektonischen Elemente wird jedoch angenommen, dass sie bereits im 13. Jahrhundert von den Kreuzherren errichtet wurde. Eine Besonderheit ist der drei Meter hohe steinerne Hostienkasten mit dem Wappen der Kreuzherren. Im Jahre 2005 wurde sie saniert.
- Statue des Landesheiligen Johannes von Nepomuk von 1773, an der Kirche
- Steinernes Kreuz aus dem Jahre 1824, an der Kirche
- Kreuzstein am alten Weg nach Vedrovice im Krumlovský les

## Söhne und Töchter des Ortes
- Heinrich Glücksmann (1863–1943), österreichischer Journalist, Schriftsteller, Dramaturg, Lyriker und Übersetzer